# Соннэ (станция метро, Пучхон)
«Соннэ» (кор. 송내역) — наземная станция Сеульского метро на Первой (Линия Кёнкин) линии. Одна из 5 станций метро на территории Пучхона.
Она представлена двумя боковыми платформами. Станция обслуживается Корейской национальной железнодорожной корпорацией (Korail). Расположена в квартале Соннэ-дон района Сосагу города Пучхон (провинция Кёнгидо, Республика Корея). На станции установлены платформенные раздвижные двери.
На Первой линии поезда Кёнвон экспресс (GWː Gyeongwon) и Кёнкин экспресс (GI: Gyeongin) обслуживают станцию; Кёнбусон красный экспресс (GB: Gyeongbu red express) и Кёнбусон зелёный экспресс (SC: Gyeongbu green express) не обслуживают станцию.
Пассажиропоток — на 1 линии 94 963 чел/день (на 2012 год)